# Долиновка (Кропивницкий район)
Долиновка (укр. Долинівка) — село в Компанеевской поселковой общине Кропивницкого района Кировоградской области Украины.
До 2020 года входило в Компанеевский район
Население по переписи 2001 года составляло 163 человека. Почтовый индекс — 28425. Телефонный код — 5240. Код КОАТУУ — 3522885003.